# Uzita
Uzita (łac. Dioecesis Usitensis) – stolica historycznej diecezji w Cesarstwie Rzymskim (prowincja Bizacena), współcześnie w Tunezji. Od 1928 katolickie biskupstwo tytularne. 

## Biskupi tytularni
| Lp. | Biskup                    | Funkcja                                     | Od                | Do                  |
| --- | ------------------------- | ------------------------------------------- | ----------------- | ------------------- |
| 1.  | Candido Domenico Moro OFM | Wikariusz apostolski Cyrenajki (Libia)      | 14 lipca 1931     | 1 października 1952 |
| 2.  | Otton Motha               | Biskup pomocniczy Juiz de Fora (Brazylia)   | 10 marca 1953     | 16 maja 1960        |
| 3.  | Joseph Raymond Windle     | Biskup pomocniczy Ottawy (Kanada)           | 15 listopada 1960 | 8 lutego 1971       |
| 4.  | Rómulo García             | Biskup pomocniczy Mar del Plata (Argentyna) | 9 sierpnia 1975   | 19 stycznia 1976    |
| 5.  | Maximillian Goffart       | Biskup pomocniczy Akwizgranu (Niemcy)       | 2 grudnia 1977    | 17 lipca 1980       |
| 6.  | Wolfgang Weider           | Biskup pomocniczy Berlina (Niemcy)          | 10 grudnia 1982   | 14 lutego 2024      |